# フリードリヒ・ヴィルヘルム・ベルナー
フリードリヒ・ヴィルヘルム・ベルナー（Friedrich Wilhelm Berner 1780年5月16日 - 1827年5月9日）は、ドイツの教会音楽の作曲家。

## 生涯
ベルナーはブレスラウに生まれた。父ヨハン・ゲオルク・ベルナー（Johann Georg Berner）はブレスラウの聖エリーザベト教会のオルガニストであり、フリードリヒは父の後継者であった。彼は9歳の頃にはピアノの公開演奏を開き、13歳からは父の代理人を務めた。音楽教師としての彼は講座を開いており、また王立教会音楽アカデミー（Königlichen Akademischen Instituts für Kirchenmusik）の学長にも任ぜられていた。ベルナーは幾度か病に倒れた後、最後は胸部の疾患によってブレスラウの自宅で生涯を閉じた。
ベルナーの弟子でよく知られるのはアドルフ・フリードリヒ・ヘッセと、ベルナーの弟であるハインリヒ・ルートヴィヒ・ベルナーなどである。

## 主要作品
- Grundregeln des Gesanges （1815年）
- Theorie der Choral-Zwischenspiele （1819年）
- Lehre von der musikalischen Interpunktion　（1821年）
- Hymne für Männerstimmen, der Herr ist Gott
- Friedenscantate
- Opfergesang am Altare des Vaterlandes
- Deutsches Herz verzage nicht